# Synchiropus monacanthus
Synchiropus monacanthus là một loài cá biển thuộc chi Cá đàn lia gai (Synchiropus) trong họ Cá đàn lia. Loài này được mô tả lần đầu tiên vào năm 1935.

## Phân bố và môi trường sống
S. monacanthus có phạm vi phân bố ở Tây Ấn Độ Dương. Loài cá này được tìm thấy dọc theo bờ biển Đông Phi, từ Zanzibar và Tanzania trải dài đến thị trấn Port Alfred, Nam Phi. Chúng sống ở độ sâu khoảng 175 – 428 m.

## Mô tả
Mẫu vật lớn nhất của S. monacanthus có chiều dài cơ thể được ghi nhận là 13 cm, thuộc về cá thể đực; cá cái có chiều dài tối đa được ghi nhận là 11 cm. Cơ thể của chúng có các vân màu xanh lục và nâu đỏ ở thân trên, thân dưới có màu trắng; các vây có vệt tím ở cận rìa. Vây lưng thứ nhất của cá đực vươn cao, có các dải sọc xiên màu sẫm.
Số gai ở vây lưng: 4; Số tia vây mềm ở vây lưng: 7 - 8; Số gai ở vây hậu môn: 0; Số tia vây mềm ở vây hậu môn: 6 - 8.